# Жезус, Рикарду
Рика́рду Жезу́с да Си́лва (порт. Ricardo Jesus da Silva; 16 мая 1985, Кампинас) — бразильский футболист, нападающий. В прошлом — нападающий московского ЦСКА и нальчикского «Спартака».

## Карьера
Воспитанник футбольного клуба «Интернасьонал» (Порту-Алегри). Сезон 2007 года провёл за «Спартак-Нальчик», забив в 30 матчах 7 голов. 3 декабря 2007 года заключил пятилетний контракт с московским ЦСКА. Сумма трансфера составила 2 миллиона евро. За ЦСКА дебютировал 15 марта 2008 года в матче против ярославского «Шинника», выйдя на замену на 46-й минуте игры. Первый гол за ЦСКА забил 6 августа 2008 года в матче 1/16 финала Кубка России против владимирского «Торпедо». Первый гол в чемпионате забил 1 августа 2009 в гостевом матче против «Томи». Всего за ЦСКА провёл 19 матчей, в которых забил 2 гола. 3 января 2010 года, несмотря на интерес к нему многих итальянских клубов, был отдан в аренду греческому клубу «Лариса» сроком на 6 месяцев. За это время стал одним из лидеров команды, и руководство клуба пыталось выкупить контракт бразильца. Однако все попытки греков закончились неудачей. 27 августа 2010 года был заявлен до конца сезона за «Спартак-Нальчик».
3 января в 2011 году был отдан в аренду бразильскому клубу Серии B «Понте-Прета».
В середине января 2012 года был отдан в аренду новичку бразильской Серии А, клубу «Португеза Деспортос».
21 января 2014 года футболист подписал контракт с мексиканским клубом «Гальос Бланкос де Керетаро».

## Достижения
- Обладатель Кубка Либертадорес: 2006
- Серебряный призёр чемпионата России: 2008
- Обладатель Кубка России (2): 2007/08, 2008/09
- Лучший бомбардир чемпионата штата Гояс: 2013 (12 голов)
- Победитель Первого дивизиона Таиланда: 2016

## Интересные факты
- Рикарду является единственным бразильцем, попавшим в ЦСКА транзитом через другой российский клуб.
- Сносно говорит по-русски.[10]

## Статистика выступлений за ЦСКА
По состоянию на январь 2010 года
| Соревнование      | Игры | Голы | ЖК | КК |
| ----------------- | ---- | ---- | -- | -- |
| Чемпионат России  | 16   | 1    | 1  | 0  |
| Кубок России      | 3    | 1    | 1  | 0  |
| Суперкубок России | 0    | 0    | 0  | 0  |
| Еврокубки         | 0    | 0    | 0  | 0  |
| Всего             | 19   | 2    | 2  | 0  |